# Овелла Очиєнг
Майкл Овелла Очиєнг (англ. Michael Ovella Ochieng, нар. 23 грудня 1999) — кенійський футболіст, нападник шведського клубу «Васалундс», а також національної збірної Кенії.

## Клубна кар'єра
У футболі дебютував 2016 року виступами за команду «Каріобангі Шаркс», в якій провів два сезони, взявши участь у 23 матчах чемпіонату.
До складу клубу «Васалундс» приєднався 2018 року.

## Виступи за збірну
23 березня 2016 року дебютував в офіційних матчах у складі національної збірної Кенії. 2 червня 2018 у матчі проти Нової Зеландії на Міжконтинентальному Кубку, який відбувся в Індії, він забив перший гол у своїй кар'єрі. Кенія виграла 2–1.
Був присутній в заявці збірної на Кубку африканських націй 2019 року в Єгипті, але на поле не виходив.